# Корменбеф
Корменбеф (фр. Corminboeuf) — громада  в Швейцарії в кантоні Фрібур, округ Сарін.

## Географія
Громада розташована на відстані близько 31 км на південний захід від Берна, 4 км на захід від Фрібура.
Корменбеф має площу 7,2 км², з яких на 13,1% дозволяється будівництво (житлове та будівництво доріг), 55,2% використовуються в сільськогосподарських цілях, 31,5% зайнято лісами, 0,1% не є продуктивними (річки, льодовики або гори).

## Демографія
2019 року в громаді мешкало 2717 осіб (+20,9% порівняно з 2010 роком), іноземців було 13,7%. Густота населення становила 376 осіб/км².
За віковим діапазоном населення розподілялося таким чином: 23,8% — особи молодші 20 років, 60,7% — особи у віці 20—64 років, 15,5% — особи у віці 65 років та старші. Було 1017 помешкань (у середньому 2,7 особи в помешканні).
Із загальної кількості 1116 працюючих 40 було зайнятих в первинному секторі, 214 — в обробній промисловості, 862 — в галузі послуг.